# Desmopterus pacificus
Desmopterus pacificus is een slakkensoort uit de familie van de Desmopteridae. De wetenschappelijke naam van de soort is voor het eerst geldig gepubliceerd in 1919 door Essenberg.